# G20-top in Cannes
De G20-top in Cannes werd gehouden op 3 en 4 november 2011. Het was de zesde bijeenkomst van de G20 op rij waarin de financiële markt en de wereldeconomie ter sprake stonden. Dit gebeurde in het bredere kader van de Europese staatsschuldencrisis. 
Tijdens deze bijeenkomst werden er niet veel vorderingen gemaakt of nieuwe oplossingen gevonden. Het belangrijkste punt waarover men het eens werd was dat er meer kapitaalbeperking was toegestaan, als bescherming tegen de internationale speculatie. 
De onderhandelingen werden in de media achteraf veelal als mislukt bestempeld.